# Akkerflora

Enkele typische soorten akkerkruiden bij elkaar. Veelal geven ze een kleurrijk aanzicht tijdens de bloeiperiode.

 De term akkerflora of segetale flora is de verzamelnaam voor een groep van inheemse kruidachtige plantensoorten die karakteristiek zijn in en langs akkerlanden. Ze worden ook wel akkerplanten, akkerkruiden of akkeronkruiden genoemd. Deze planten komen vooral voor in het dynamische akkermilieu. Vaak hebben ze opvallende en kleurrijke bloemen.

## Bedreiging
Gedurende de 20e eeuw is de landbouw in Nederland ingrijpend veranderd door intensivering. De schaalvergroting en het gebruik van kunstmest en pesticiden hebben gezorgd voor een zeer sterke achteruitgang van de Nederlandse akkerflora. Een groot aantal soorten akkerkruiden van de Benelux is ernstig bedreigd geworden of zelfs uitgestorven. In Nederland zijn de meeste inheemse, klassieke akkerkruiden alleen nog in het wild te zien in akkerereservaten. Dit soort akkers worden soms ook 'natuurakkers' genoemd. 

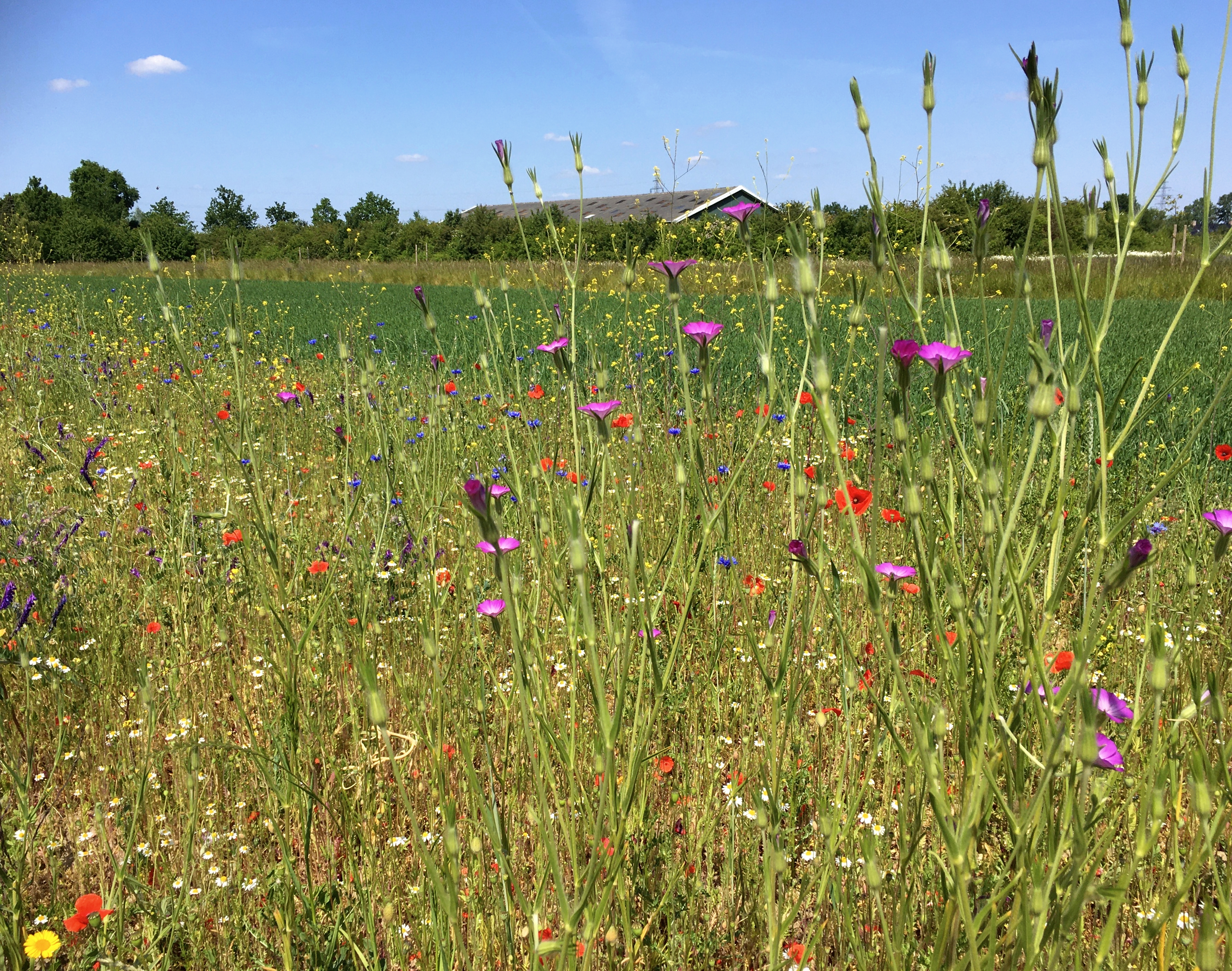
Een voorbeeld van een akkerrand met ingezaaide akkerkruiden in Nederland. Meestal dienen deze akkerranden als zogenaamde 'faunaranden'.

## Plantensociologie
In en langs akkerlanden, maar ook op andere regelmatig verstoorde standplaatsen, onderscheidt men binnen de syntaxonomie de klasse van akkergemeenschappen (Stellarietea mediae). Deze klasse telt in Nederland twee orden met beide twee verbonden. In totaal telt de klasse in Nederland negen associaties.
- Klasse van akkergemeenschappen (Stellarietea mediae)
  - Orde van grote klaproos (Papaveretalia rhoeadis)
    - Naaldenkervel-verbond (Caucalidion)
      - Stoppelleeuwenbek-associatie (Kickxietum spuriae)
      -  Nachtkoekoeksbloem-associatie (Papaveri-Melandrietum noctiflori)

    -  Verbond van duivenkervel en kroontjeskruid (Fumario-Euphorbion)
      - Associatie van grote ereprijs en witte krodde (Veronico-Lamietum)
      - Tuinbingelkruid-associatie (Mercurialietum annuae)
      -  Associatie van korrelganzenvoet en stijve klaverzuring (Chenopodio-Oxalidetum fontanae)

  -  Orde van gewone spurrie (Sperguletalia arvensis)
    - Wildhalm-verbond (Aperion spica-venti)
      - Korensla-associatie (Sclerantho annui-Arnoseridetum)
      -  Associatie van ruige klaproos (Papaveretum argemones)

    -  Verbond van vingergras en naaldaar (Digitario-Setarion)
      - Associatie van gele ganzenbloem (Spergulo arvensis-Chrysanthemetum)
      -  Hanenpoot-associatie (Echinochloo-Setarietum)

Akkerflora
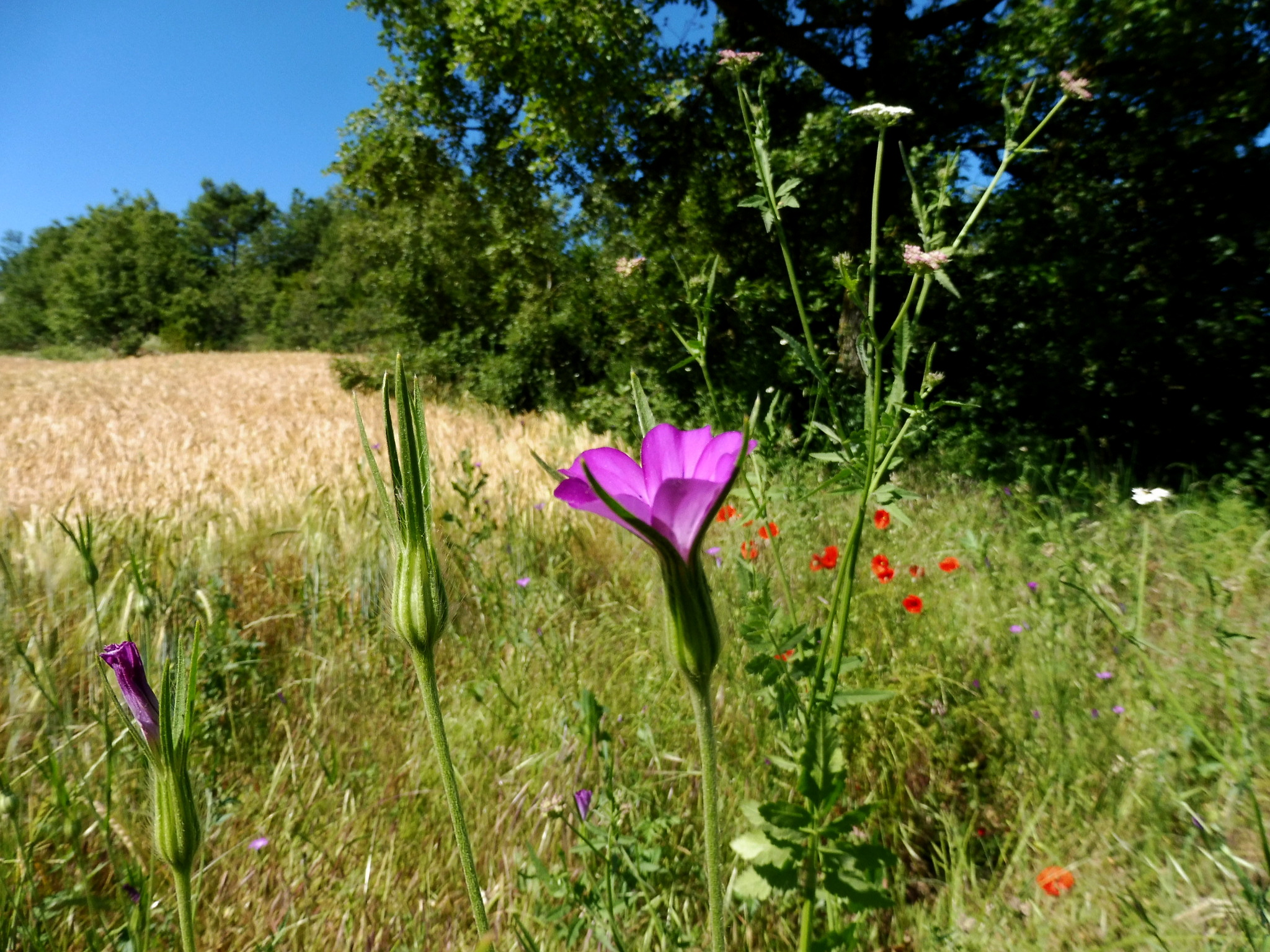
Bolderik (Agrostemma githago) en andere (akker)onkruiden
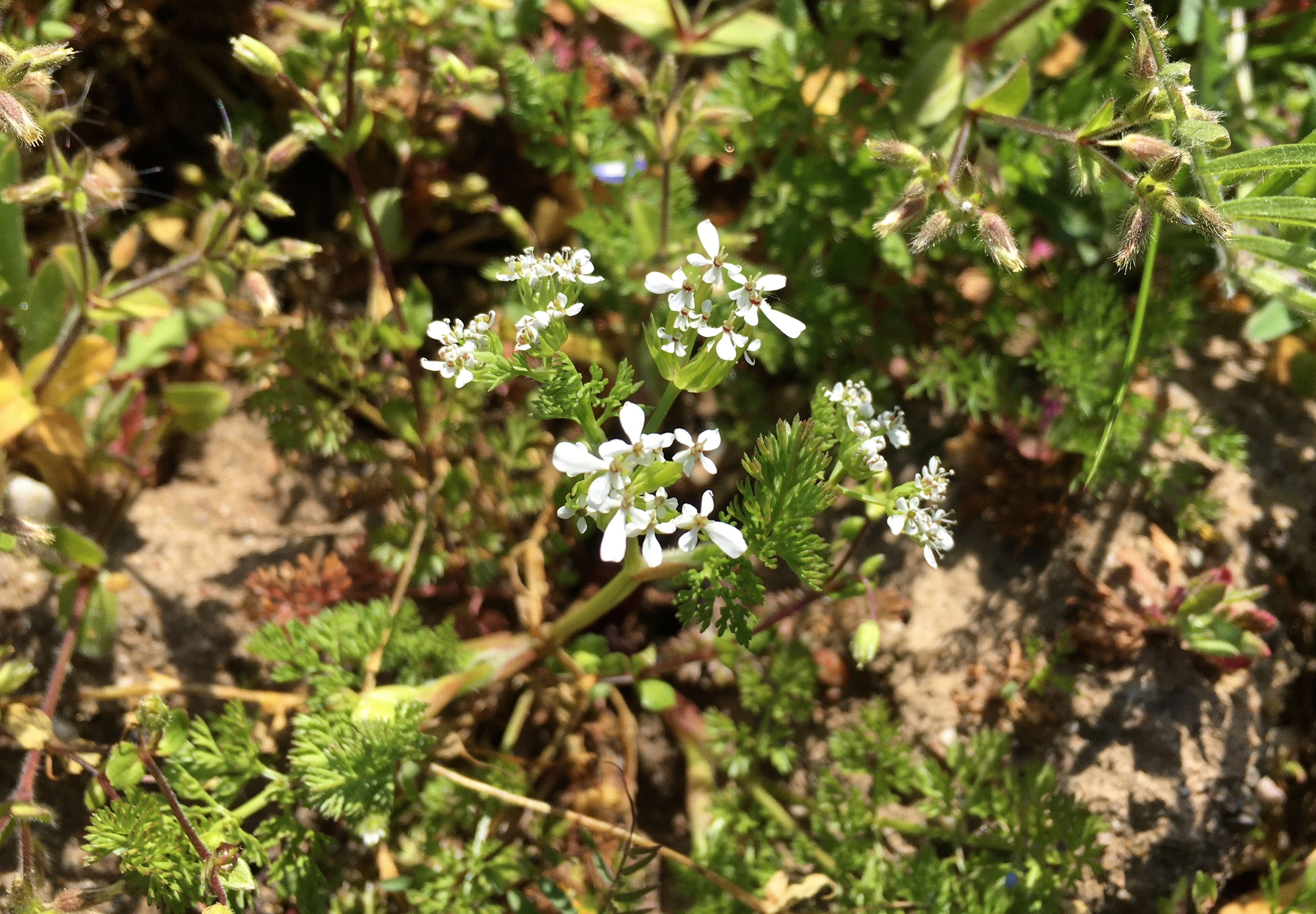
Naaldenkervel (Scandix pecten-veneris) in bloei op Landgoed Doornik
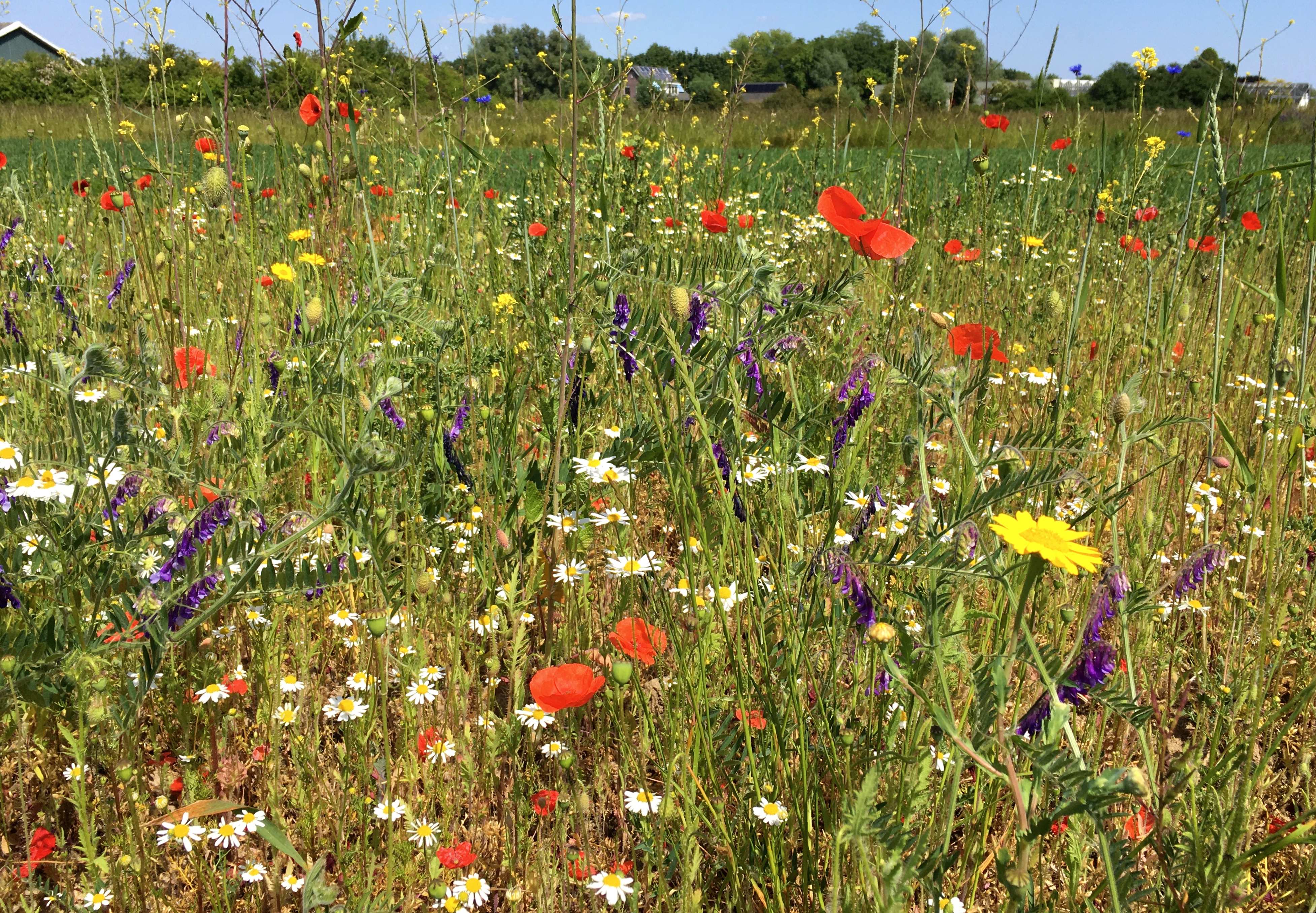
Soortenrijke akkerrand langs een extensief beheerde akker
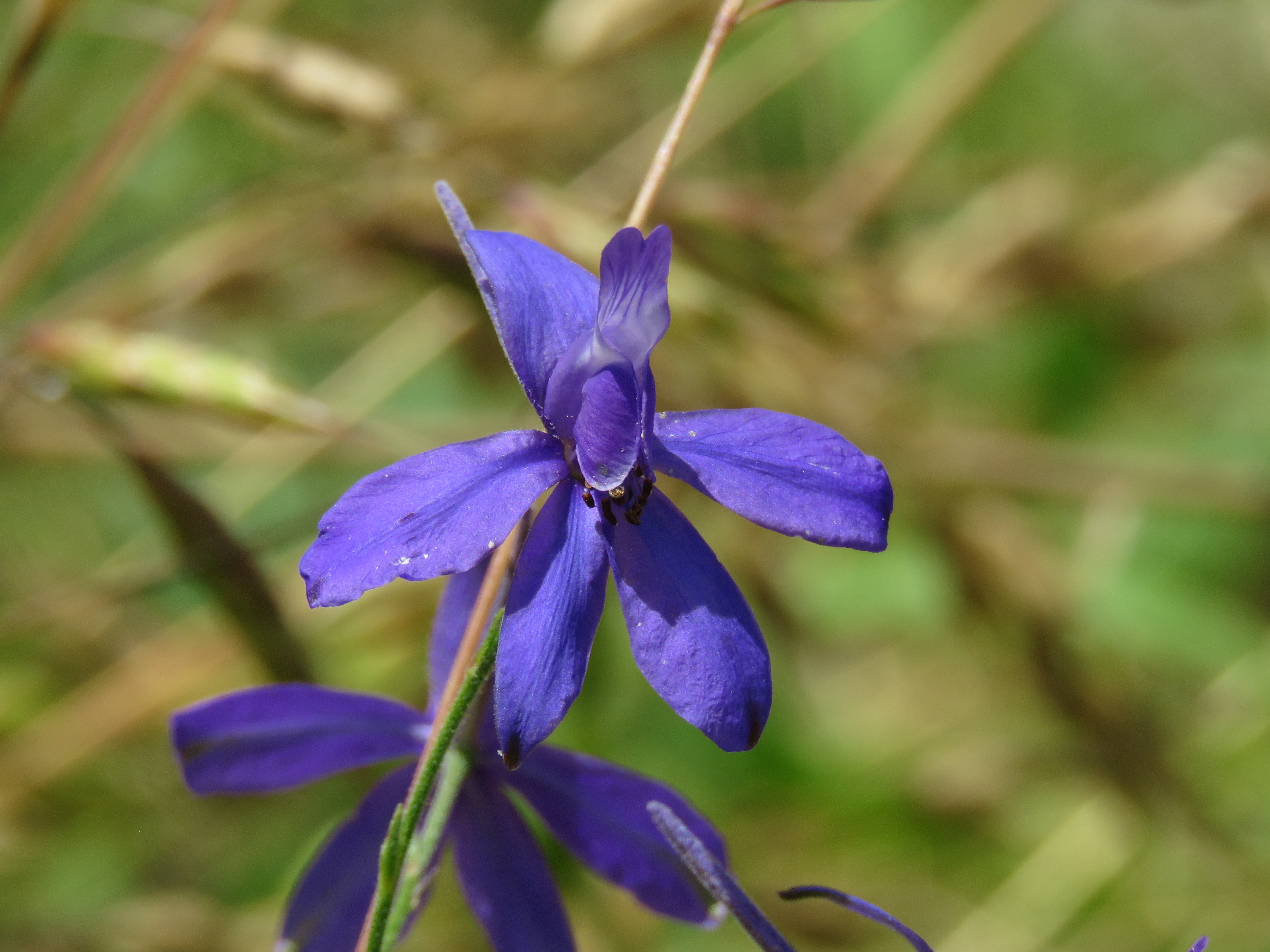
De bloemen van de wilde ridderspoor (Consolida regalis)
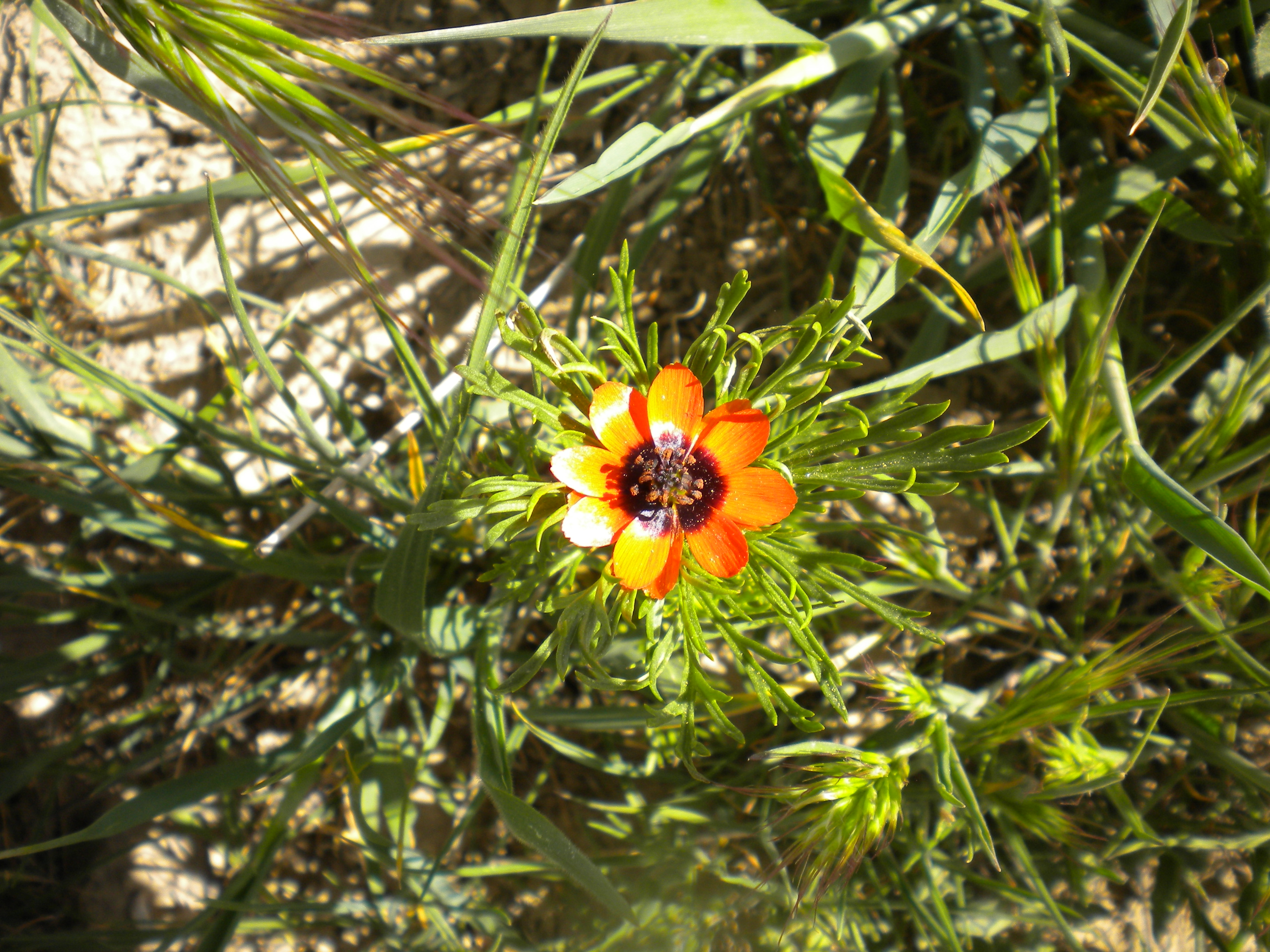
Zomeradonis (Adonis aestivalis), uitgestorven in het wild in Nederland
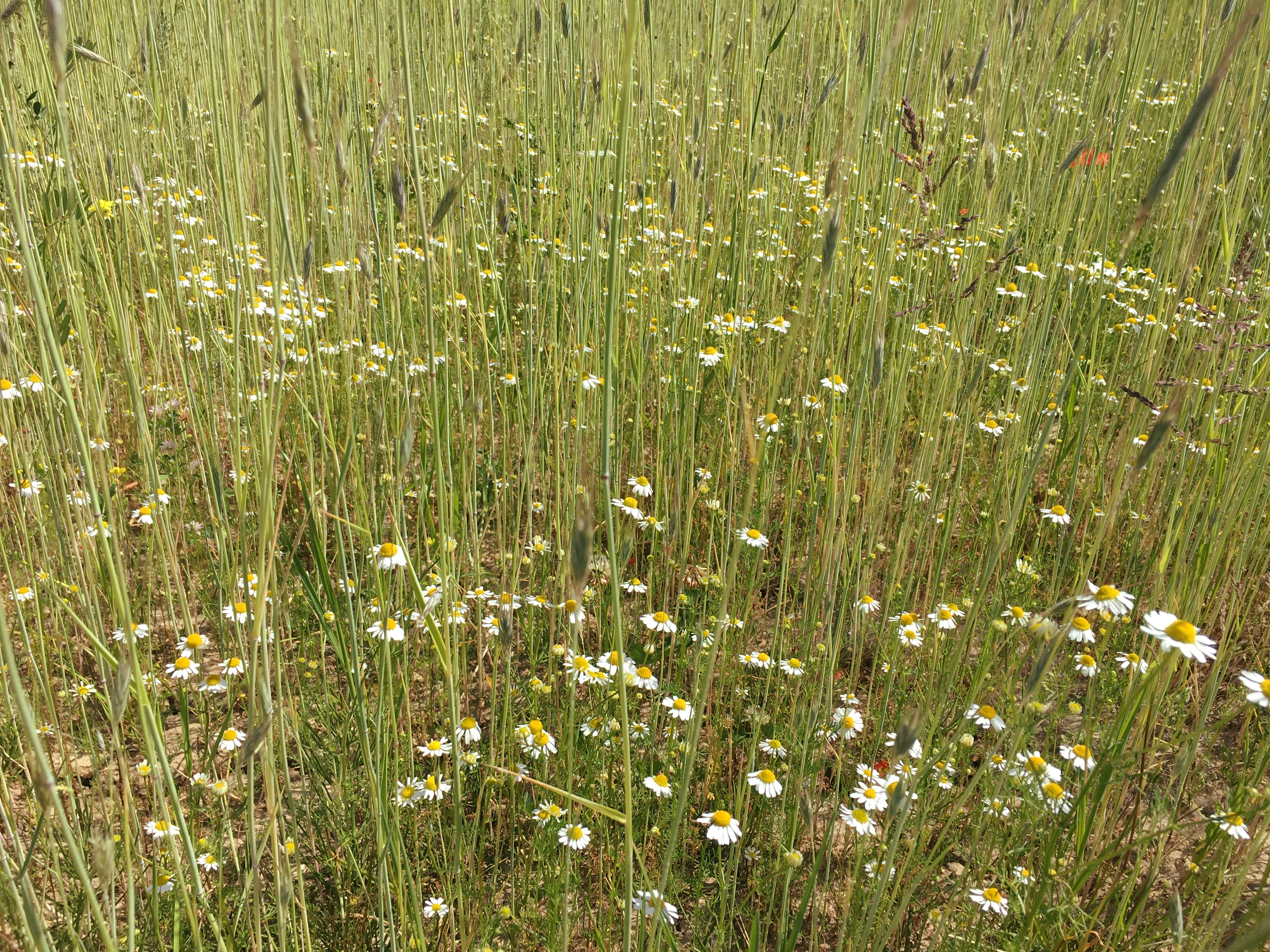
Bloeiende kamille (Matricaria spec.) in een roggeakker
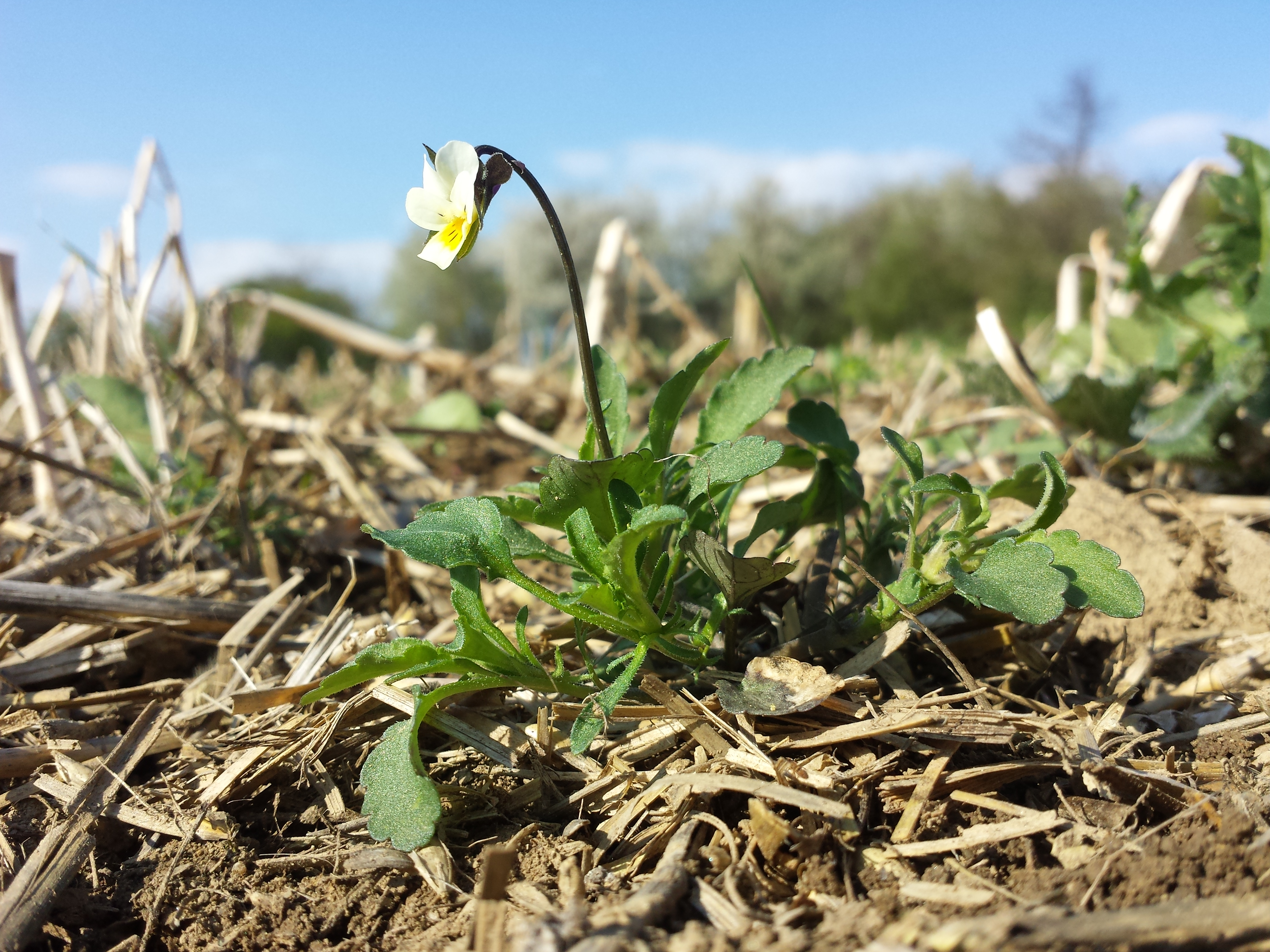
Het akkerviooltje (Viola arvensis), een zeer algemeen akkeronkruid
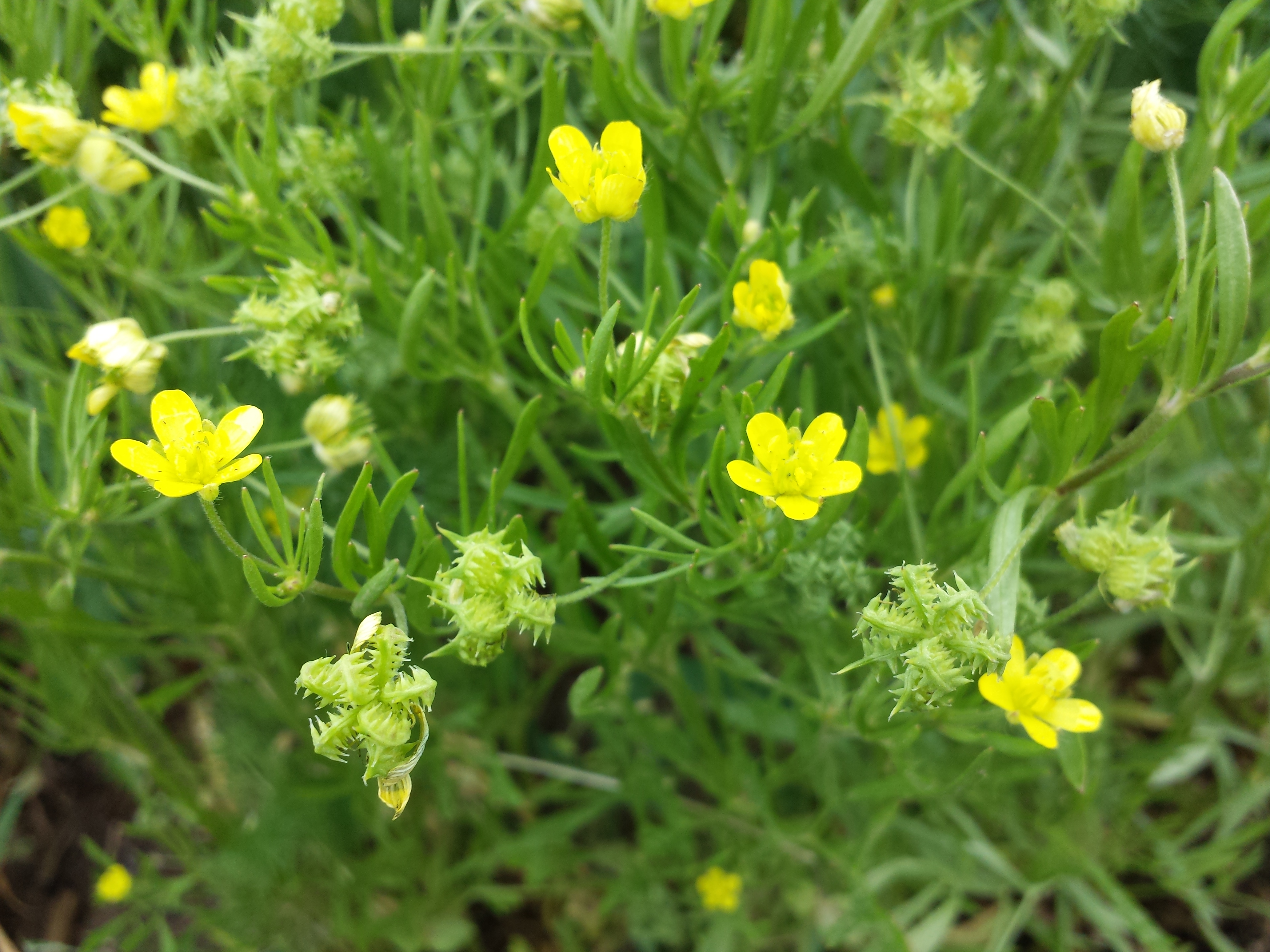
Een akkerboterbloem (Ranunculus arvensis) bij een akkerrand
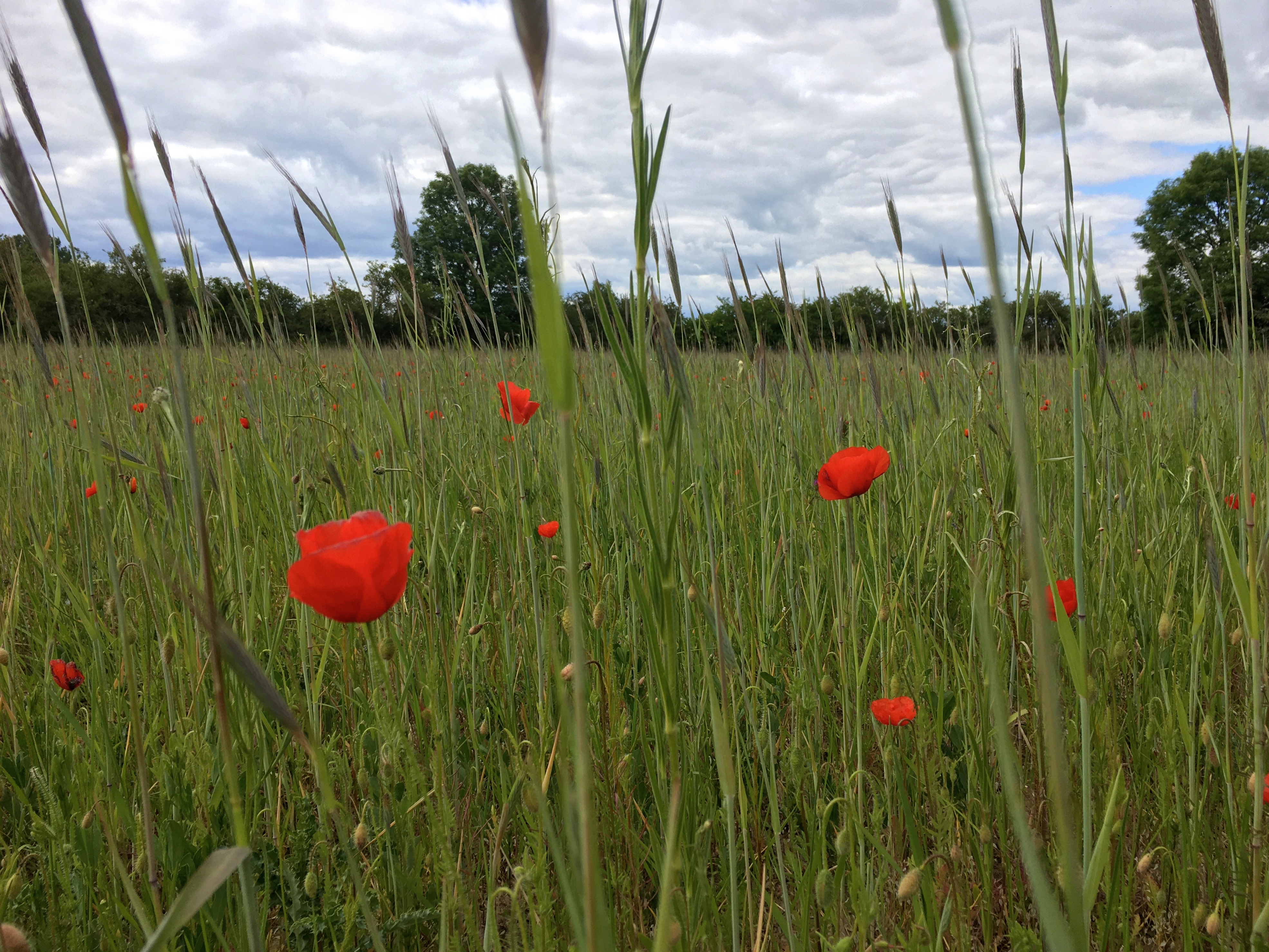
Natuurakkers met wilde klaprozen (Papaver spec.) in Cortenoever
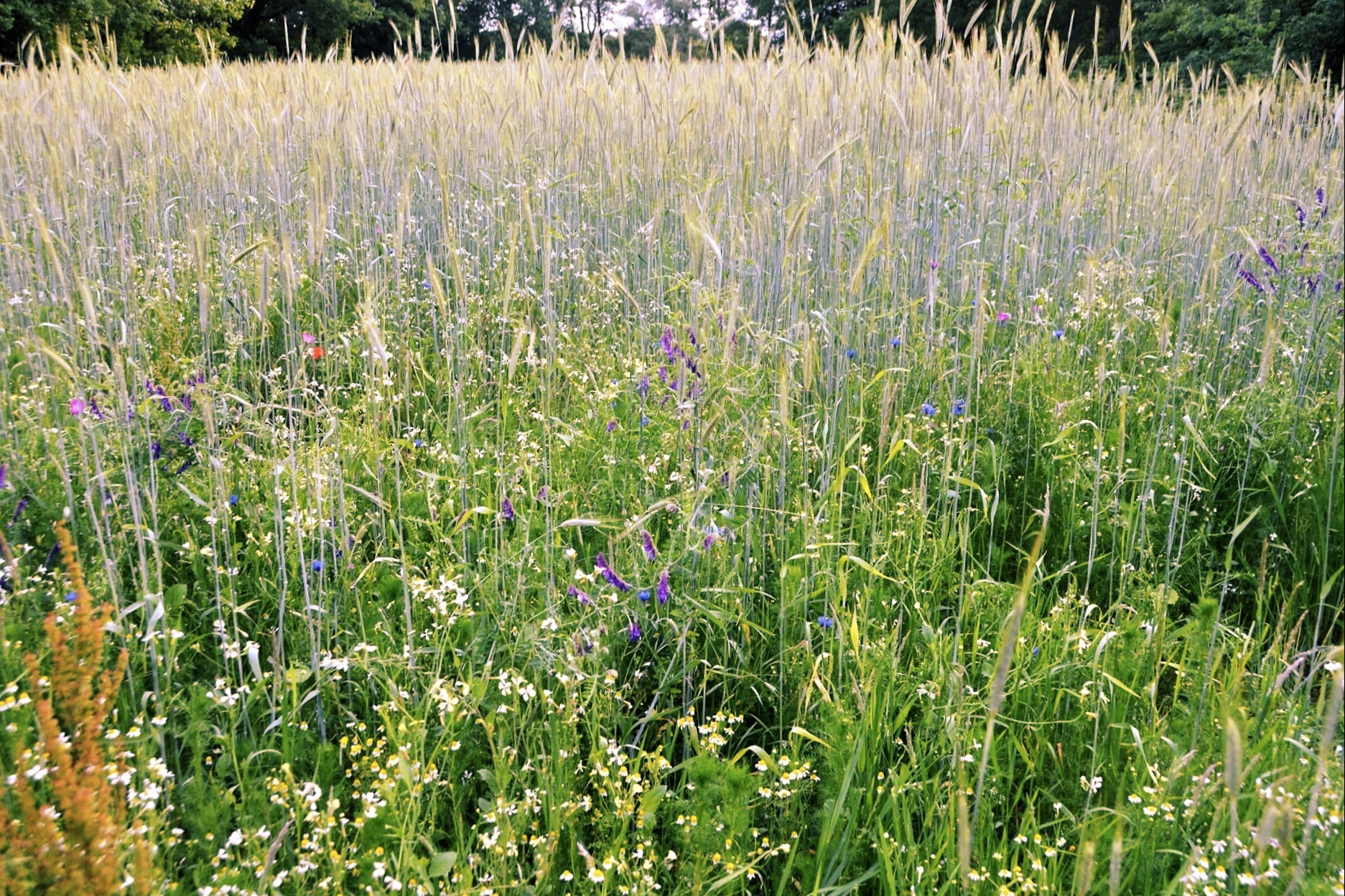
Een kleine graanakker met veel soorten akkeronkruiden
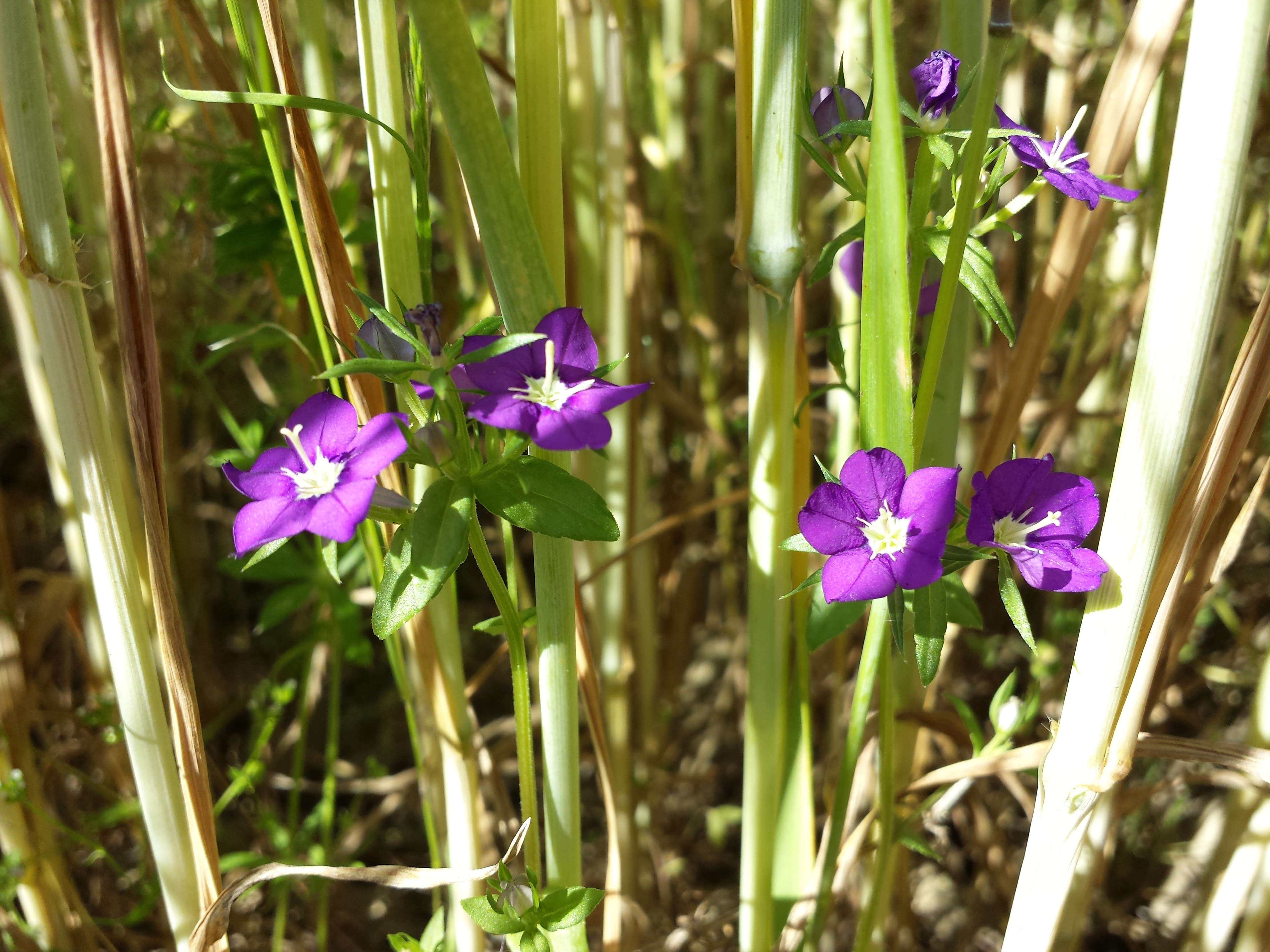
Groot spiegelklokje (Legousia speculum-veneris) in een akker
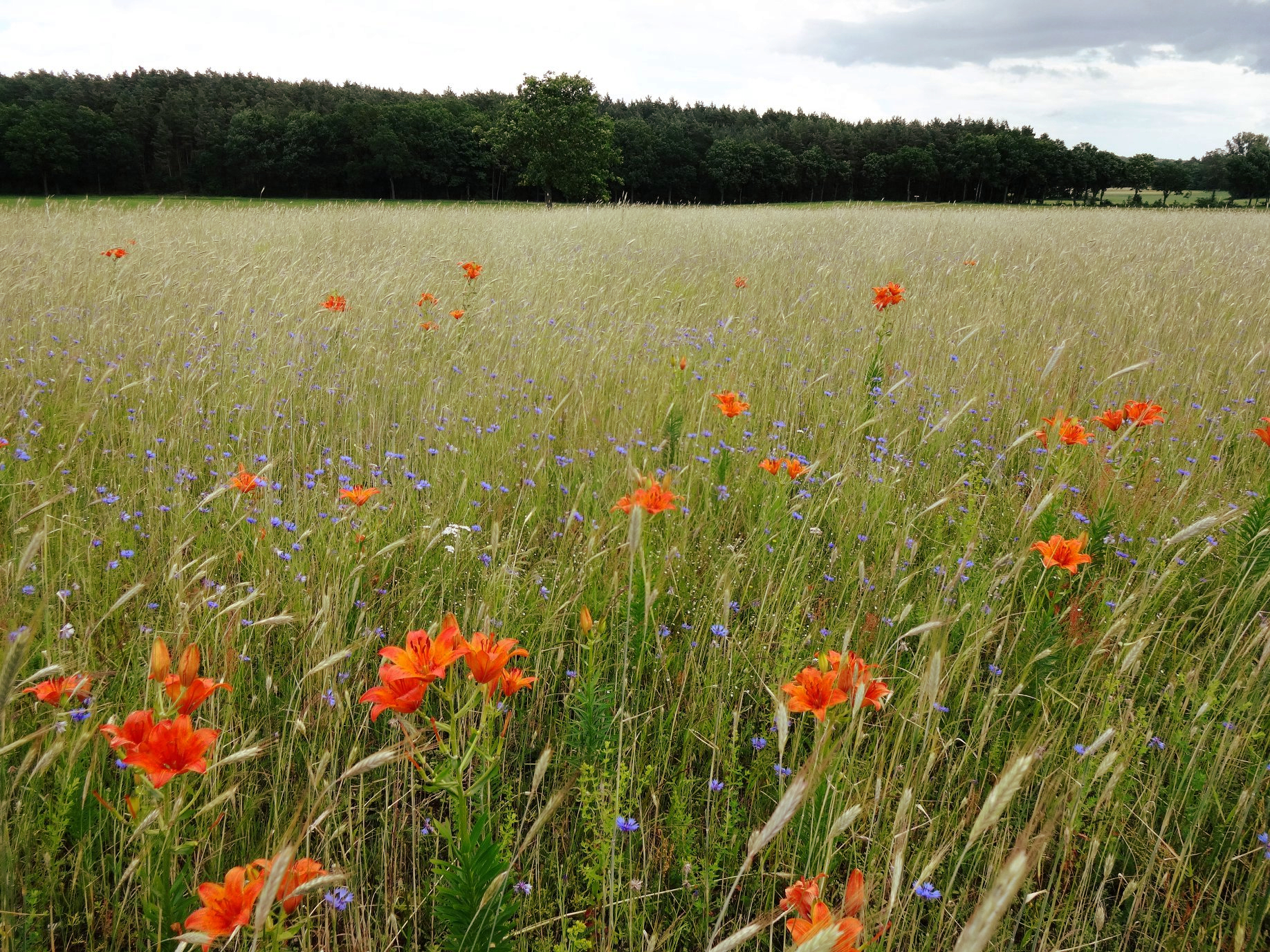
Roggelelies (Lilium bulbiferum subsp. croceum) in Duitsland